# San Pablo Huantepec
San Pablo Huantepec är en mindre stad i Mexiko, tillhörande kommunen Jilotepec i den västra delen av delstaten Mexiko. Staden hade 3 518 invånare vid folkräkningen 2010.